# Rutongo
Rutongo és una ciutat de Ruanda a la Província de Kigali. Està situada a 10 kilòmetres al nord de la capital.; Acull el Seminari propedeutic major de Rutongo.;